# Mobaye

Mobaye é a capital de Basse-Kotto, uma das 14 prefeituras da República Centro-Africana. À margem direita do rio Ubangi, a cidade conta com 24.040 habitantess, segundo estimativas de 2015. Possui uma área total de 272,560 km² e uma altitude média de 388 metros. Desde 1989, vem sendo construída uma barragem e uma usina hidrelétrica de Mobayi-Mbongo.Isso permitiu que Mobaye se tornasse a segunda cidade centro-africana a se beneficiar de uma rede elétrica alimentada por uma usina, depois da capital do país, Bangui.
A cidade de Mobaye é povoada principalmente pelo povo Sango, com outros grupos étnicos presentes na localidade, como os Banda Ngbugu e os Yakoma, sendo que o último pertencente ao grupo Ngbandi, bem como o Sango. A língua local é o Sango.